# Герб лондонського району Гіллінгдон
Герб лондонського району Гіллінгдон — офіційний символ лондонського району Гіллінгдон. У ньому використовуються елементи з гербів чотирьох попередніх районів.

## Опис
Герб: на розсіченому червоно-зеленому полі орел змінних золото-срібних кольорів тримає в правих пазурях  лілію, а в лівих — зубчате колесо, у золотій главі - чотири зелені вінки.
Клейнод: На золото-червоному буралеті із хмизової огорожі піднімається червоний лев із синім озброєнням, що має срібні крила з червоним зрестом та в лапах обтяжений чорною зіркою безант.
Щитотримачі: зправа золотий геральдичний тигр із синьою зірковою короною на шиї і трояндою Тюдорів на плечі, а зілва - олень унатуральних кольорів з обручем хмизу на шиї та з двома золотими колосками жита в андріївський хрест на плечі.
Девіз: Forward (Вперед).

## Тлумачення
Чотири зелені цивільні корони або вінки на щиті проголошують рівний статус чотирьох попередників (району та трьох міських округів). Девіз «Вперед» був обраний з герба Гейс і Гарлінгтона.
Орел у центрі щита взято зі старих гербів міської ради Аксбрідж і міської ради Юслі та Вест-Дрейтон. Він був адаптований ними з герба сім'ї Педжетів, з часів правління сина Генріха VIII Едварда, лордів маєтку Вест-Дрейтон, а пізніше лордів Доулі (у Гарлінгтоні, також відомому як Арлінгтон), а також Гармондсворта та графів Аксбріджа. Середньовічний уявний тигр, що підтримує щит ліворуч, також взято з герба Педжетів. геральдична лілія ліворуч від щита походить від герба Руісліп-Нортвуд і вказує на той факт, що маєток Руісліп протягом більшої частини своєї історії належав абатству Бек, а потім Королівському коледжу в Кембриджі, для яких обох лілея була символом релігійної чистоти.
Кільце або огородження з хмизу, з якого піднімається лев у клейноді, походить від герба Гейса та Гарлінгтона, і, можливо, належить до його давньої спадщини як лісистих мисливських угідь. Те саме можна сказати про оленя з кільцем із хмизу, що підтримує щит справа. Сам лев символізує Велику Британію. Його крила з хрестом Святого Георгія взяті з герба Юзлі та Веста Дрейтона і символізують прибуття королеви Єлизавети II в аеропорт Гітроу в 1953 році. Синя зоряна корона на тигрі, що підтримує щит, виконана в кольорах Королівських ВПС і відзначає їхню довгу історію в районі. Троянда Тюдорів на тому самому тигрі походить від герба Юслі та Веста Дрейтона та є історичним англійським королівським знаком.
Орел на щиті вказує на зв'язок області з RAF і аеропортом Хітроу/Лондон. Полярна зірка, як показано на гербі, традиційно використовувалася в навігації, тому тут знову позначаються аеропорти району. У оригінальному гербі Руісліп-Нортвуд кольори були змінені на протилежні. Зубчасте колесо праворуч від щита походить від гербів Гейс і Гарлінгтон і відображає промисловість Гейс. Два колоски жита, які «повзли» (з коротко обрізаними стеблами) по олені, що підтримує щит праворуч, є каламбуром назви Руйсліп і були взяті з герба Руісліп-Нортвуд.